# Cannonball Blitz
Cannonball Blitz est un jeu vidéo de plates-formes développé par Olaf Lubeck et publié par On-Line Systems en 1982 sur Apple II puis porté sur Commodore VIC-20. Il s’agit d’un clone sur ordinateur de Donkey Kong (1981) dans laquelle le gorille est remplacé par un soldat, les tonneaux par des bombes et la demoiselle en détresse par un simple drapeau. Comme son modèle, il est composé de trois niveaux. Dans le premier, le joueur escalade une série de rampes en évitant les bombes afin d’atteindre le drapeau. Le second est composé de plusieurs étages, reliés par des échelles, sur lesquels le joueur doit récupérer des rivets afin de faire écrouler la structure. Le dernier contient en plus des ascenseurs et nécessite de retirer  les bouchons présents à chaque étages. Au terme des trois niveaux, le jeu recommence mais dans un niveau de difficulté supérieur,.